# Epelis picearia
Epelis picearia är en fjärilsart som beskrevs av Jacob Hübner och Charles Andreas Geyer. Epelis picearia ingår i släktet Epelis och familjen mätare. Inga underarter finns listade i Catalogue of Life.